# Brouwerij Van Belleghem
Brouwerij Van Belleghem  is een voormalige brouwerij gelegen te Knokke en was actief van 1910/12 tot 1934.

## Geschiedenis
De brouwerij werd gebouwd door Remi Van Belleghem in 1910 aan het Alfred Verweeplein dat nog zo goed als braakliggende gronden waren. Enkel het Frans klooster van de dominicanessen aan de tegenovergelegen zijde was eveneens in aanbouw in 1910.

## Bier[3]
- Bock